# Chérencé-le-Roussel
Chérencé-le-Roussel är en kommun i departementet Manche i regionen Normandie i norra Frankrike. Kommunen ligger i kantonen Juvigny-le-Tertre som tillhör arrondissementet Avranches. År 2018 hade Chérencé-le-Roussel 280 invånare.

## Befolkningsutveckling
Antalet invånare i kommunen Chérencé-le-Roussel
| Referens: INSEE |